# Protection civile
Pour les articles homonymes, voir PC.
Ne doit pas être confondu avec Sécurité civile.

Signe distinctif international de la protection civile.

Le terme protection civile désigne la protection des populations contre les accidents et les calamités naturelles.
Le signe distinctif international de la protection civile est représenté par un triangle équilatéral bleu sur fond orange selon la définition donnée dans le Protocole additionnel 1 de 1977 établi aux Conventions de Genève de 1949, articles 66 et 15 de l’annexe 1. De nombreux organismes sont voués à l'organisation de la protection civile.

## Protection civile par pays

### Europe

#### Espagne
Direcció General de Protecció Civil (Direction générale de la protection civile)

#### France
En France, la protection civile n'est pas synonyme de sécurité civile ; en effet, des associations de protection civile (définie par la convention de Genève), ne sont pas forcement agrées par l'État pour des missions de sécurité civile en France.
La sécurité civile désigne exclusivement les services de secours mis en place par la puissance publique, en l'occurrence le ministère de l'Intérieur.
La sécurité civile recouvre des activités assurée par deux types d'organismes :
- des administrations de sécurité civile : le service interministériel régional des affaires civiles et économiques de défense et de la protection civile (SIRACEDPC) ou le service interministériel de défense et de la protection civile (SIDPC), les services au sein des préfectures ou les unités militaires (UIISC) ;
- des associations agréées de sécurité civile (AASC) qui sont organisées au niveau national et/ou départemental. Les associations ou fédérations d'associations doivent avoir obtenu un agrément de sécurité civile pour pouvoir utiliser le signe distinctif international de la protection civile dans le cadre de leurs missions. « Protection Civile » est ainsi le nom courant sous lequel est désignée la Fédération nationale de protection civile, association créée en 1965.

#### Suisse
La protection civile est un corps organisé en vingt-trois associations cantonales, dont le but est d'assurer une assistance de second échelon à la population en cas d'évènements dommageables. Il s'agit de l'un des cinq piliers de la protection de la population, aux côtés des pompiers, de la police, des services techniques et des services sanitaires (ambulances, hôpitaux, etc.). L'obligation de servir à la protection civile est fédérale et concerne tous les hommes déclarés aptes qui n'effectuent pas de service militaire ou de service civil.